# Karel Boumans
Karel Boumans, né le 23 novembre 1931 à Wilrijk (province d'Anvers) et mort le 3 avril 2003 à Zoersel (province d'Anvers), est un de auteur de bande dessinée belge, également connu sous le pseudonyme de Kabou.

## Biographie
Karel Boumans naît le 23 novembre 1931 à Wilrijk. Il étudie le dessin à l'institut Saint-Luc dans la section néerlandophone de Schaerbeek. Il travaille pour Willy Vandersteen de septembre 1952 à mars 1959. Il est formé par Karel Verschuere à l'encrage des histoires de Bob et Bobette. La première histoire à laquelle il contribue est Le Loup qui rit. Cette même année, il dessine les décors de l'histoire Le Cœur volant, parue dans l'hebdomadaire catholique flamand De Bond.
Boumans a joué un grand rôle dans le dessin des gags pour Les Farces de monsieur Lambique. Vandersteen lui a même donné de plus en plus de responsabilités pour cette série. Il a également encré de nombreuses histoires de Bob et Bobette, tant pour les publications dans les journaux que pour les publications de l'hebdomadaire Tintin. Il est également coloriste des histoires pour ce dernier.
À partir de 1961, Boumans réalise ses propres histoires pour l'hebdomadaire Strip, comme Les Aventures d'Olivier (avec le scénariste Karel Goderis), Bert Crak, 'De Hot Hitters et Roel Harding. La plupart de ces histoires sont parues plus tard dans l'hebdomadaire Ohee. Boumans a également collaboré avec Karel Verschuere pour l'éditeur allemand Pabel-Verlag et lorsque Verschuere quitte cet éditeur, Boumans continue à travailler sur des séries telles que Tom Berry, Schnuffi et Adlerfeder en collaboration avec des artistes de studio espagnols.
En 1972 et 1973, il assiste Jef Nys pour les décors de Gil et Jo. En 1976, il réalise la série De 4 Ka's en collaboration avec Edwin Wouters sous le pseudonyme Wika pour le magazine 't Kapoentje et la même année, il reprend également la série Les Joyeux Lurons de Hurey.
Il meurt le 3 avril 2003 à domicile, à l'âge de 71 ans des suites d'une hémorragie cérébrale.

#### Études
- Danny De Laet et Yves Varende, Au-delà du septième art : histoire de la bande dessinée belge, Bruxelles, Ministère des affaires étrangères, du commerce extérieur et de la coopération au développement, coll. « Chroniques belges » (no 322), 1979, 302 p., ill. ; 22 cm (OCLC 301693218, lire en ligne).

#### Livres
- (nl) « Karel Boumans », dans Striptekenaars in Vlaanderen [« Les Dessinateurs de bande dessinée en Flandre »], Anvers, Vlaamse Onafhankelijke Stripgilde, 1982, 132 p., ill. (ISBN 90-70481-15-4, OCLC 902354153, présentation en ligne), p. 18-19.